# Xiqiao Shan
Xiqiao Shan (kinesiska: 西樵山) är ett berg i Kina. Det ligger i provinsen Guangdong, i den södra delen av landet, omkring 36 kilometer sydväst om provinshuvudstaden Guangzhou. Toppen på Xiqiao Shan är 346 meter över havet.
Runt Xiqiao Shan är det mycket tätbefolkat, med 2 614 invånare per kvadratkilometer. Närmaste större samhälle är Foshan, 18,4 km öster om Xiqiao Shan. Runt Xiqiao Shan är det i huvudsak tätbebyggt.
Genomsnittlig årsnederbörd är 2 208 millimeter. Den regnigaste månaden är maj, med i genomsnitt 399 mm nederbörd, och den torraste är januari, med 32 mm nederbörd.